# Alfred Prunier
Pour les articles homonymes, voir Prunier (homonymie).
Alfred Prunier, né le 15 septembre 1848 à Motteville et mort le 3 avril 1898 dans le 1er arrondissement de Paris, est un cuisinier français.

## Biographie

### Famille et jeunesse
Fils de Napoléon Alexandre Prunier, journalier, et de Marie Rose Aignan, son épouse, Alfred Eugène Prunier naît à Motteville en 1848.
En 1861, le jeune Alfred Prunier, alors âgé de 13 ans, décide de partir pour Rouen où il est embauché comme plongeur dans un restaurant.
Établi à Paris comme marchand de vins, il épouse en 1875 Catherine Virion, cuisinière. Leur fils Émile naît six mois plus tard

### Parcours
En 1872, il ouvre avec sa future femme Catherine son premier restaurant rue d’Antin, à Paris.
Spécialisés dans les produits de la mer et grillades, ils connaissent un réel engouement auprès de l’aristocratie parisienne, grâce aux connexions de Madame Prunier. Catherine maîtrise la cuisine et la gestion, tandis qu'Alfred acquiert une bonne connaissance des huîtres et du vin. Catherine Prunier invite ses anciens employeurs à déguster leur cuisine : la princesse russe Helene Dolgoruki et le grand rabbin de Paris. Conquis, ils reviennent régulièrement accompagnés d’amis toujours plus nombreux.
Trois ans plus tard, en 1875, ils décident de s’agrandir et déménagent au no 9 de la rue Duphot, qui deviendra le restaurant Prunier. Le raffinement de ses plats, son service et son décor lui attirent très vite le succès. On y voit des écrivains tels Oscar Wilde, des artistes comme Sarah Bernhardt, des hommes politiques comme Georges Clemenceau, ainsi que les grands-ducs russes.
Alfred Prunier meurt en 1898 à Paris.

### Succession
Lui succédant, son fils Émile fait de son établissement un restaurant de poissons et de fruits de mer, avec des spécialités telles que la perche à l’angevine, la marmite dieppoise, le homard Thermidor, le homard à la Newburg et le filet de bœuf Boston garni d’huîtres.
En 1924, Émile Prunier ouvre un second restaurant, Prunier-Traktir, à l’angle de la rue de Traktir et de l’avenue Victor-Hugo. Ce restaurant, inscrit au titre des monuments historiques par arrêté du 11 juillet 1989, est cité par Marcel Proust dans La Prisonnière et fréquenté par Francis Scott Fitzgerald et Ernest Hemingway[réf. souhaitée]. L'artiste peintre Mathurin Méheut en a réalisé le service de table.
À la mort d'Émile Prunier en 1925, sa fille Simone reprend l’affaire avec son mari Jean Barnagaud, directeur de l’établissement. Ils ouvrent un troisième restaurant à Londres, Madame Prunier, lequel a fermé ses portes en 1976. 
En 2024, le restaurant Prunier existe toujours. Il est actuellement géré par Yannick Alléno, les cuisines étant confiées au chef Hendry Angwe Mezah.